# Parafia św. Wojciecha w Szreńsku
Parafia pw. Świętego Wojciecha w Szreńsku – parafia należąca do dekanatu mławskiego zachodniego, diecezji płockiej, metropolii warszawskiej. Poprzednio należała do dekanatu mławskiego, diecezji płockiej, metropolii warszawskiej.
Została erygowana w XIV wieku. Siedziba parafii mieści się przy ulicy Wikariackiej.

## Miejsca święte

### Kościół parafialny
Obecny kościół parafialny pw. Niepokalanego Poczęcia Najświętszej Maryi Panny został zbudowany około 1470. 